# 若槻徳子
若槻 徳子（わかつき とくこ、1872年4月28日〈明治5年3月21日〉 - 1956年〈昭和31年〉12月3日）は、日本の第25代・28代内閣総理大臣である男爵若槻禮次郎の妻（内閣総理大臣夫人）。

## 経歴
1872年（明治5年）、若槻敬の一人娘として生まれる。1891年（明治24年）7月に、若槻家に養子に入っていた、後の内閣総理大臣である若槻禮次郎（敬の姉の遺児で血縁上は徳子の従兄）と結婚した。1892年（明治25年）に長女で後に田原和男に嫁ぐ繁子を、1897年（明治30年）に長男の有格を出産。
1956年（昭和31年）12月3日、死去。享年84。